# Ayo (cómic)
Ayo es un personaje femenino de los cómic publicados por Marvel Comics. Creada por Al Ewing y Kenneth Rocafort, apareció por primera vez en Ultimates Vol. 2 #1 de 2016. Ella es una guerrera de la Dora Milaje de Wakanda, mano derecha de Okoye y fiel guerreraa del Rey T'Challa. 
Florence Kasumba interpreta a la personaje en las películas del Universo Cinematográfico de Marvel para Capitán América: Civil War (2016), Black Panther, Avengers: Infinity War (2018) y la serie de Disney+, The Falcon and the Winter Soldier (2021) y en Black Panther: Wakanda Forever (2022).

## Historial de publicaciones
El personaje, creado por Al Ewing y Kenneth Rocafort, apareció por primera vez en Ultimates Vol. 2 # 1 (enero de 2016).

## Biografía
Cuando Ramonda, reina de Wakanda, sentenció a Aneka, a una compañera Dora Milaje y a su amante, a ser ejecutadas, Ayo se encargó de rescatarla. Robando la armadura del ángel de la medianoche, Ayo rompió a Aneka en libertad y las dos denunciaron sus papeles como guerreras de Dora Milaje. Llamados a sí mismas, Ángeles de Medianoche, pronto se convirtieron en vigilantes en su patria, rescataron a mujeres de un grupo de bandidos y lucharon contra las falsas mujeres Dora Milaje que realmente estaban trabajando con el Gorila Blanco. Ayo permaneció en las tierras Jabari. Ayo y sus Ángeles formaron una alianza con otro grupo de liberación llamado el Pueblo, a pesar de la inquietud del primero.
Ayo y sus Ángeles más tarde comenzaron a arrepentirse de su alianza con la Gente cuando comenzaron a usar la violencia como un medio para resolver sus problemas. Eventualmente, Shuri se enfrentó a Ayo y Aneka y las convenció de que la Dora Milaje ayudara al Rey T'Challa a derrotar la Gente. Aunque inicialmente se negaron, ya que pensaban que T'Challa no era un hombre de su pueblo, Shuri cambió de opinión al explicar que T'Challa era un hombre honorable que no se rebajaba a tácticas bajas como la Gente. Después de la derrota de la Gente, Ayo y Aneka hicieron las paces con T'Challa.

## En otros medios

### Cine
Ayo aparece en las películas ambientadas en Marvel Cinematic Universe (MCU), interpretada por Florence Kasumba.
- En Capitán América: Civil War (2016), ella es la guardaespaldas de T'Challa en el extranjero. Cuando salen a buscar al ahora buscado Capitán América, Ayo tiene un encuentro minucioso con Black Widow al salir del edificio. Ella le dice "Muévete o te moverán", lo que divierte a T'Challa y él simplemente le indica que se vaya.
- En Black Panther (2018), ella se muestra a trabajar junto a Okoye, quién es su comandante. Junto con la otra Dora Milaje, a regañadientes se pone del lado de Erik Stevens después de que él se convierte en Rey de Wakanda, pero lucha contra él cuando T'Challa regresa.
- En Avengers: Infinity War (2018), ella una vez más lucha junto a sus compañeros Wakandans contra el ejército de Thanos. Durante la Batalla de Wakanda, protege a Shuri, hasta que Corvus Glaive la deja inconsciente.
- En Black Panther: Wakanda Forever (2022), es ascendida a general de las Dora Milaje después de que Okoye es destituida. También se muestra que tiene una relación romántica con Aneka.

### Televisión
- Kasumba repite su papel como Ayo en la serie de Disney+, The Falcon and the Winter Soldier (2021). Tras el Blip, sigue a Bucky Barnes hasta Letonia y se enfrenta a él, exigiendo que entregue a Helmut Zemo. En el siguiente episodio, después de que Barnes la convence de que él y Sam Wilson todavía tienen usos para él, Ayo le da 8 horas antes de irse.